# Morrisburg
Morrisburg est un village situé dans la municipalité de South Dundas dans l'Est de l'Ontario au Canada. En 1997, Morrisburg a été fusionné avec le village d'Iroquois et les cantons de Matilda et de Williamsburg pour former le canton de South Dundas.

## Annexe